# Betclic
Betclic' és una empresa francesa d'apostes en línia fundada l'any 2005 que ofereix apostes esportives, casino en línia i pòquer en línia. El negoci es divideix en dues divisions: França i Internacional. Les operacions franceses tenen la seu a Bordeus, mentre que el seu negoci internacional opera des de Malta.

## Història
Betclic va ser creada a Londres per Nicolas Beraud l'any 2005 amb un sol empleat i una inversió de 3 milions d'euros. El 2008 Mangas Gaming va comprar una participació del 75% de Betclic al seu propietari per 50 milions d'euros, amb SBM comprant una participació del 50% de l'empresa l'any següent el 2009.
El 2010 es va anunciar que Betclic tenia entre el 35 i el 40% de la quota de mercat a França, sent la companyia d'apostes més gran del país, amb el 36% del mercat el 2013. Durant l'Eurocopa de 2012, Betclic va veure que es van fer 2 milions d'apostes sobre la competició esportiva, amb un benefici obtingut durant aquest temps de 12 milions d'euros. El 31 de maig de 2016, Betclic es va fusionar amb l'empresa de pòquer en línia Everest Poker. L'octubre de 2016, van traslladar les seves oficines de Londres i París a Bordeus. El setembre de 2018, Betclic va adquirir una llicència per operar a Polònia.
El 2019, el grup Betclic es va retirar del mercat de jocs d'atzar en línia del Regne Unit a causa del baix rendiment.

## Patrocinis esportius

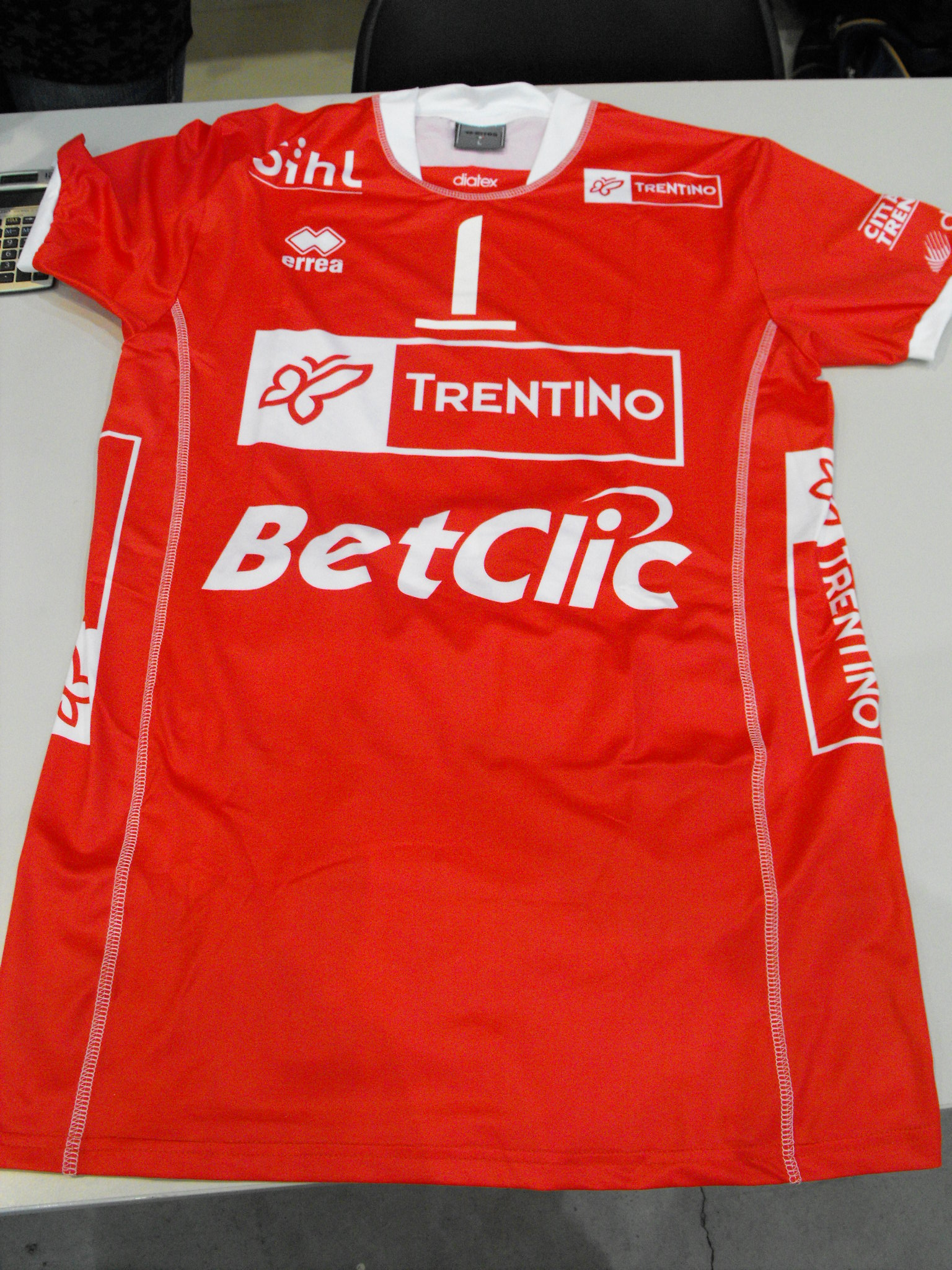
Una samarreta de voleibol Maglia Trentino amb el patrocini de Betclic

El primer patrocini esportiu de Betclic va ser amb l'Olympique Lyonnais el 2009, apareixent amb les samarretes de la temporada 2010-11.
Del 2010 al 2012, Betclic va ser el patrocinador de la samarreta tant de l'Olympique de Marsella com de la Juventus. El 2018 van anunciar una associació amb el club de rugbi Union Bordeaux Bègles. Amb la nova llicència per operar a Polònia obtinguda el 2018, Betclic va anunciar acords de patrocini de samarretes amb el campió de futbol polonès Piast Gliwice i els guanyadors de la Copa de Polònia Lechia Gdańsk l'estiu del 2019. El patrocini Piast havia d'aparèixer a la part davantera de la samarreta, i el patrocini de Lechia apareixia sota els números de jugadors a la part posterior de la samarreta.
El 2019, Betclic va signar un acord de patrocini de samarretes amb la Federació Francesa de Voleibol (FFVolley) abans del Campionat d'Europa de Voleibol 2019.
El 2020, la Ligue de Football Professionnel va anunciar que s'associaria amb Betclic per a la 2020/2021 i les tres temporades següents. Com a part de l'associació, Betclic es convertirà en la plataforma oficial d'apostes esportives per a la Ligue 1 Uber Eats i la Ligue 2 BKT.
L'abril de 2021, Betclic es va anunciar com a soci oficial d'apostes esportives de la lliga Top 14 de la unió francesa de rugbi. Betclic va aconseguir un acord de tres temporades que s'allargarà fins al 2024.
El juny de 2021, Betclic va signar un contracte de tres temporades amb la Lliga francesa de bàsquet masculina (LNB). El campionat francès de primera divisió masculí s'anomenarà Betclic Élite com a part del patrocini. El patrocini es va ampliar a la lliga portuguesa de bàsquet femení l'octubre de 2021.
A l'agost de 2021, es va informar que Betclic havia signat un acord amb la Federació Francesa de Futbol (FFF) que faria que l'empresa fos nomenada com a soci oficial. L'acord de cinc anys cobreix les temporades de futbol francès fins al Mundial de 2026 i es calcula que valdrà entre 5 i 8 milions d'euros.
A partir de la temporada 2023-24, Betclic serà el patrocinador presentador de la Primeira Liga portuguesa, que es coneixerà com a Liga Portugal Betclic.